# 테오도르 트론친

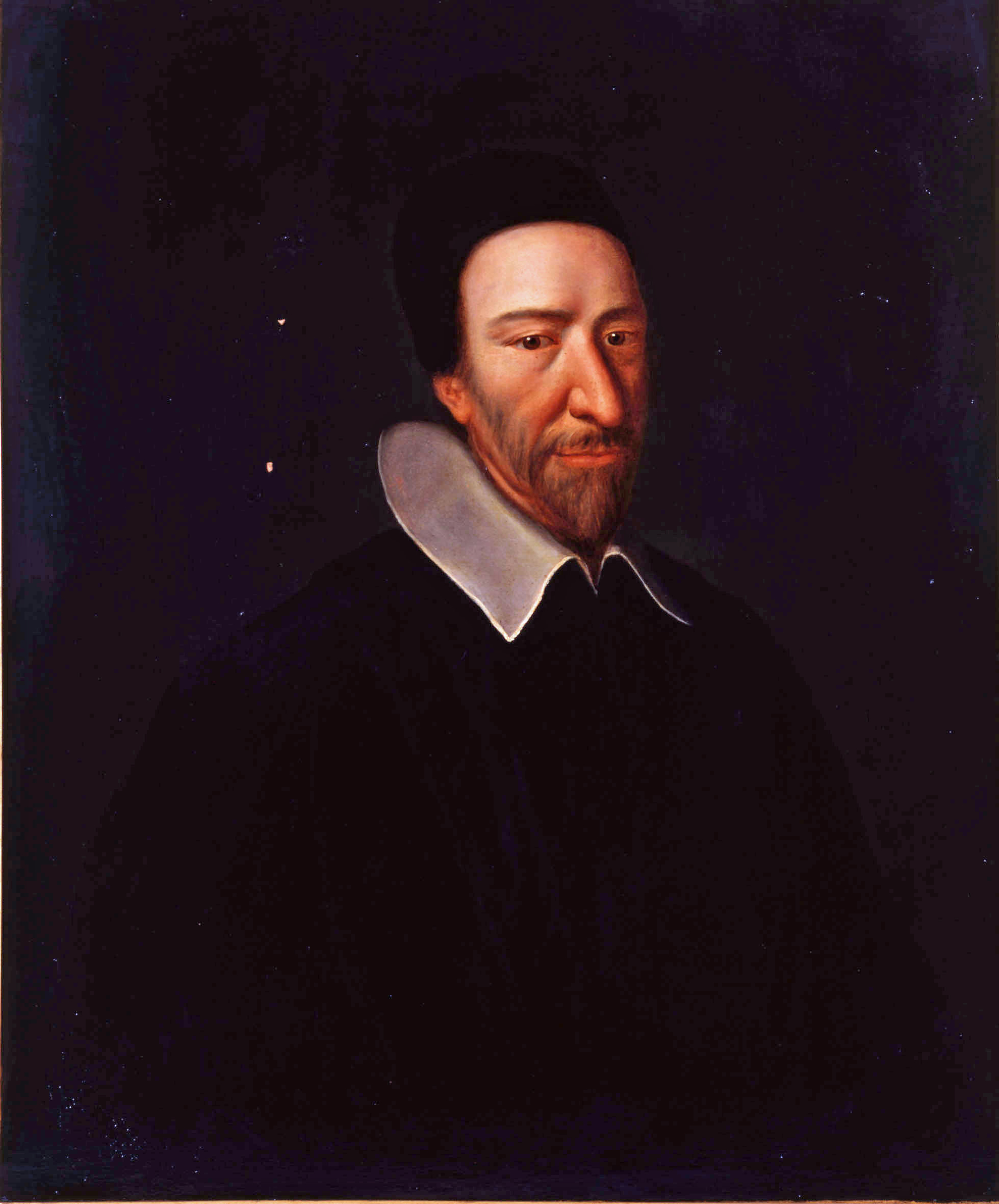

테오도르 트론친 (Théodore Tronchin, 1582-1657)은 제네바의 칼빈주의 신학자, 논쟁가, 그리고 히브리학자였다.

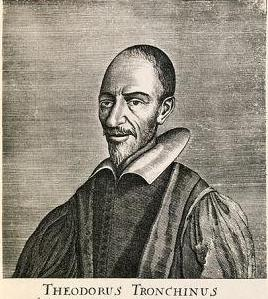
테오도르 트론친, 1657년 판화.

## 생애
그는 1582년 4월 17일 제네바에서 테오도르 드 베즈(Théodore de Bèze)의 양자인 테오도라 로카(Théodora Rocca)와 레미 트론셍(Rémi Tronchin)의 아들로 태어났다.  그는 Geneva, Basel, Heidelberg, Franeker 및 Leiden에서 신학을 공부했다. 그는 1606년에 제네바 아카데미의 동양어 교수가 되었다. 그는 1608년에 그곳에서 설교자가 되었고 1618년에는 신학 교수가 되었다. 그는 1610년에 교장이었다.
1618년에 그는 동료 Giovanni Diodati와 함께 제네바 대표로 도르트 회의에 파견되어 성도들의 인내를 지지하는 연설을 했다. 1632년 그는 발텔리나 에서의 마지막 전역 동안 로한 공작 앙리 휘하의 군목이었다. 1655년에 그는 제네바에서 John Dury와 회의를 가진 대표단 중 한 사람이었다.
그는 1657년 11월 19일 제네바에서 사망했다. 신학자 Louis Tronchin 은 그의 아들이었다. 그의 딸 르네는 인쇄업자 피에르 슈에와 결혼했고, 신학자 장 로베르 슈에가 그들의 아들이었다.

## 견해
아미라우트주의에 반대하는 정통 칼빈주의자였다.

## 작품
그는 Genève plagiaire (1618)에서 제네바 성서 번역본인 Bible de Genève를 공격한 예수회 피에르 코통(Pierre Coton )에게 답장을 보내라는 요청을 받았다.  Benédict Turrettini는 1618년에 책의 초기 부분에 대해 빠르게 대답했다. Coton은 반론을 발표했다. Tronchin's 대답인 Coton plagiaire (또한 Cotton )  가 1620년 초에 등장했다.
다른 작품
- De bonis operibus (1628);
- Oratio funebria de Henrico duce Rohani (1638);
- 데 페카토 오리지날리 (1658).[1]

1628년 Simon Goulart를 위한 그의 장례 연설은 Goulart가 Vindiciae contra tyrannos 의 저자를 알고 있다는 암시로 유명하다.